# Praça da Apoteose

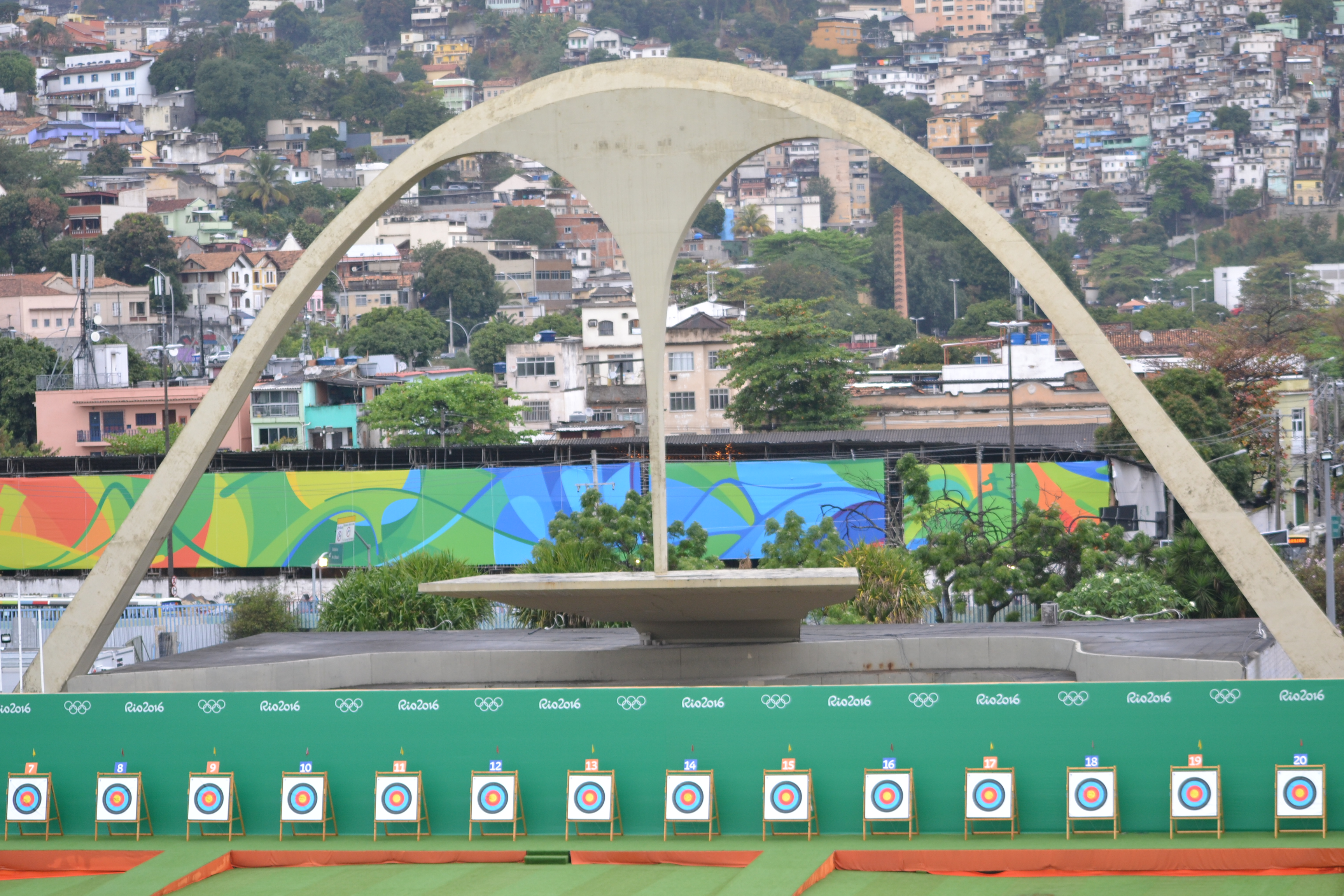
Praça da Apoteose (2016)

Praça da Apoteose – plac w Rio de Janeiro, będący częścią Sambadrome Marquês de Sapucaí, który może pomieścić maksymalnie 90 000 ludzi. Pojemność podczas koncertów wynosi od 10 000 do 40 000 osób. Praça da Apoteose został zaprojektowany w roku 1983 przez znanego architekta Oscara Niemeyera.

## Koncerty
Od roku 1970 organizowane są znane prezentacje i koncerty wielu artystów. W latach 90. organizowany był tu także znany festiwal muzyczny Hollywood Rock. 
Występowali tu między innymi: Bob Dylan, Bon Jovi, Roxette, Red Hot Chili Peppers, Nirvana, Aerosmith, Alice in Chains, Megadeth, The Rolling Stones, Robbie Williams, Whitney Houston, Scorpions, Elton John, Iron Maiden, Kiss, Coldplay, The Black Eyed Peas, Pearl Jam, Black Sabbath, Miley Cyrus.